# Hueytown (Alabama)
Hueytown es una ciudad ubicada en el condado de Jefferson en el estado estadounidense de Alabama. En el censo de 2000, su población era de 15 364.
Varios integrantes de las familias Allison y Bonnett compitieron como pilotos de automovilismo, destacándose Bobby Allison, Davey Allison y Neil Bonnett, conocidos como la "banda de Alabama".

## Demografía
En el 2000 la renta per cápita promedia del hogar era de $ 41.225$, y el ingreso promedio para una familia era de 49.380$. El ingreso per cápita para la localidad era de 19.735$. Los hombres tenían un ingreso per cápita de 36.087$ contra 26.025$ para las mujeres.

## Geografía
Hueytown está situado en 33°26′16″N 86°59′51″O / 33.43778, -86.99750 (33.437709, -86.997579)..
Según la Oficina del Censo de los EE. UU., la ciudad tiene un área total de 11.62 millas cuadradas (30.11 km²).